# La Bernardière
La Bernardière är en kommun i departementet Vendée i regionen Pays de la Loire i västra Frankrike. Kommunen ligger i kantonen Montaigu som tillhör arrondissementet La Roche-sur-Yon. År 2022 hade La Bernardière 1 913 invånare.

## Befolkningsutveckling
Antalet invånare i kommunen La Bernardière
| Referens: INSEE |